# 佐藤明子
佐藤 明子（さとう あきこ、1968年11月2日 - ）は、宮城県仙台市を拠点に活動している日本のフリーアナウンサー、元仙台放送のアナウンサー。旧姓：岡田。

## 経歴
宮城県仙台市出身。
1984年の夏、日本テレビ系『第2回全国高等学校クイズ選手権』に宮城県第一女子高等学校（現・宮城県宮城第一高等学校）から出場した。元々別のメンバーが急用で出られなくなり、直前に代役として出場したという。しかし、それを感じさせずに全国大会へ進出し、そのまま勝ち進んで女子チーム初の優勝を果たした。同チームは翌年の第4回大会でも全国大会に進出し、準々決勝まで勝ち進んだ。その際、当時同局のアナウンサーであった福留功男と出会い、放送業界を目指すようになる。
高校を卒業後、1年浪人をして明治大学へ進学する。大学では、学内の落語研究会に所属していた。またこの当時、毎日放送の『地球ZIG ZAG』に旅人役で出演していた。フリーアナウンサーの福澤朗とは知り合いで、大学在学中に『高校生クイズ』の第10回と第11回大会で、当時のスタッフと一緒に富士登山をしたことがある。
大学を卒業後、1992年に仙台放送に入社。在籍中、『夕やけTV編集局』や『ほっとチャンネル』などの夕方のバラエティ番組を主に担当した。後に同僚アナウンサーの佐藤拓雄と結婚し、1998年6月に仙台放送を退社した。ちなみに、夫の拓雄もまた『高校生クイズ』に東京都立国立高等学校から出場しており、第3回の関東大会で宮城一女の優勝旗返還を目の当たりにしている。
その後はしばらく主婦業に専念していたが、2002年にDate fmの『AIRJAM』とTBCラジオの『それいけミミゾー』で復帰。2005年からは東北放送の『2時のチャイハネ』に出演し、2007年4月から2009年3月まではDate fmの『Morning Junction Wonder J』水曜・木曜のパーソナリティを務めていたが、第3子出産のため降板。
2009年7月、第2子（長女）の誕生から9年ぶりの子となる第3子（次男）を出産した。2013年1月に東北放送ラジオの『みやぎで生きる～医療復興ものがたり～』で放送に復帰した。2016年3月からはfmいずみの『Daily Cafe』月曜のパーソナリティを務めている。